# Colin von Ettingshausen
Colin Rafael Douglas von Ettingshausen (ur. 11 sierpnia 1971 w Düsseldorfie) – niemiecki wioślarz. Srebrny medalista olimpijski z Barcelony.
Urodził się w RFN i do zjednoczenia Niemiec startował w barwach tego kraju. Zawody w 1992 były jego pierwszymi igrzyskami olimpijskimi. Srebro wywalczył w dwójce bez sternika, partnerował mu Peter Hoeltzenbein. W 1993 był mistrzem świata w ósemce. Brał udział w igrzyskach w 1996.